# حصار بابا غنجة
حصار بابا غنجة هي قرية في مقاطعة أرومية، إيران. عدد سكان هذه القرية هو 72 في سنة 2006.